# Окур Мулен
Окур Мулен (фр. Haucourt-Moulaine) насеље је и општина у североисточној Француској у региону Лорена, у департману Мерт и Мозел која припада префектури Брије.
По подацима из 2011. године у општини је живело 3114 становника, а густина насељености је износила 419,68 становника/km². Општина се простире на површини од 7,42 km². Налази се на средњој надморској висини од 382 метара (максималној 391 m, а минималној 275 m).

## Демографија
| 1962. | 1968. | 1975. | 1982. | 1990. | 1999. | 2011. |
| ----- | ----- | ----- | ----- | ----- | ----- | ----- |
| 2.815 | 4.651 | 4.517 | 3.899 | 3.328 | 2.987 | 3.114 |

График промене броја становника у току последњих година